# Ревель, Эрик
Эрик Ревель (фр. Éric Revel; род. 11 апреля 1961, Курбевуа) — французский журналист.

## Биография

### Юность и годы учебы
Эрик Ревель родился 11 апреля 1961 года в Курбевуа.
Он имеет степень DEA в области международных финансов Университета Пантеон-Сорбонна, диплом DESS по экономике развития Университета Париж-Нантер и степень магистра международной экономики того же университета.
Ревель — доктор наук (специализация «международные финансы»): в период с 1984 по 1991, Эрик Ревель работает над диссертацией на тему «Влияние stand by agreements Международного валютного фонда на классы доходов: случай Камеруна, Кот-д’Ивуара и Мадагаскара». Диссертация, написанная под научным руководством Кристиана Мориссона и Филиппа Гюгона, защищена в университете Пантеон-Сорбонна в 1991.

### Карьера журналиста
В 1982 году вместе с Пьером Альберти и Фредериком Костом, Эрик Ревель создает Radio Nostalgie, которое затем было продано частной радиостанции NRJ . На «Радио Ностальжи» Ревель-журналист вел, в том числе, программу «Sans parti pris». В ней приглашенные французские политики говорили обо всем, кроме политики.
В 2003 году, после пятнадцати лет работы в печатной прессе («Jeune Afrique», «Le Parisien», «Madagascar matin», «La Cote Desfossés», «L’Agefi», «La Tribune», «Les Échos»), Ревель присоединяется к LCI, — дочерней компании TF1. С 2005 года он — обозреватель в «Bien public» и «Journal de Saône-et-Loire», а с сентября 2008 — журналист в новостного сайта TF1. Эрик Ревель был также главным репортером ежедневной газеты «La Tribune».
В 2003 году, Ревель возглавляет отдеп экономики новостного канала группы Bouygues. В июне 2008 он заменяет Жан-Клода Дасье (Jean-Claude Dassier) на посту директора и редакционного директора LCI. В июне 2009 в этой должности Ревель переутвержден Нонсом Паолини (Nonce Paolini), генеральным директором TF1. В январе 2010 Эрик Ревель назначен главным исполнительным директором LCI и входит в состав Генерального комитета управления группы TF1. В сентябре 2015 Ревель покидает группу.
С июня 2008 по июнь 2015 он участвует в радиопрограмме „Большое жюри“ („Le Grand Jury“) на RTL с Жаном-Мишелем Афати (Jean-Michel Aphatie) и Этьеном Мужоттом (Étienne Mougeotte), затем с Алексисом Брезе (Alexis Brézet) и Жеромом Шапюи (Jérome Chapuis). Ревель также принимает участие в новой программе „Большое жюри на дебрифинге“ („Grand Jury le débrief“). В январе 2011 он создает новую телевизионную передачу „Клуб LCI“ („Le Club LCI“), — ежемесячное рандеву, где популярные политики и бизнес-лидеры обсуждают актуальные вопросы современности. Эта программа прекращает свое существование в июне 2015, когда Ревель покидает группу TF1. В сентябре 2015 он присоединяется к программе Марка Оливье Фожиеля (Marc Olivier Fogiel) „Переделываем мир“ („On refait le monde“) на канале RTL. С сентября того же 2015 Эрик Ревель сотрудничает с Point.fr.
В июне 2016 он присоединяется к группе „Лагардэр“ („Lagardère“) (Lagardère studio / Tempora) в качестве продюсера, отвечающего за компании. В этом качестве в сентябре 2016, Ревель запускает проект „Бизнес-мнение“ („l’Opinion Business“): экономическое и цифровое рандеву, на которое приглашаются основные игроки экономики, чтобы поговорить о своем секторе, о вопросах занятости рабочих мест и социальных проблемах.
В ноябре 2016 Матье Галле (Mathieu Gallet) назначает Ревеля генеральным менеджером „Франс Блё“ (France Bleu). Предшественником Ревеля на этом посту был Клод Эсклатин (Claude Esclatine). Самого Ревеля сменит Жан-Эммануэль Касальта (Jean-Emmanuel Casalta) 10 сентября 2018 года.
В сентябре 2018 Ревель присоединится к команде обозревателей Сирила Хануна (Cyril Hanouna) в еженедельном шоу «Balance your post<span typeof="mw:DisplaySpace" id="mwZQ">&nbsp;</span>!» на канале C8. Параллельно, с июня 2019 Эрик Ревель [7] работает политическим обозревателем на Cnews, группа «Канал Плюс» (groupe Canal +).
Эрик Ревель руководит политическим ревю «l’Hemicycle». Одновременно, в октябре 2019 , Эрик Ревель вместе с Кристин Келли (Christine Kelly), Марком Менантом (Marc Menant) и Эриком Земмуром (Éric Zemmour) входит в состав команды, которая запускает программу политических, экономических и социальных новостей «Лицом к информации» ("Face à l’Info") на канале Cnews. С самого начала своего существования передача бьет рекорды зрительской популярности.
В сезоне 20196-2020, новый акционер Azur TV Искандар Сафа (Iskandar Safa) приглашает Ревеля принять участие в управлении региональным каналом. Также Ревель работает в эфире канала как политический обозреватель. С января 2020 Эрик Ревель является председателем группы Provence Azur et Var et Régie Azur. В июне 2021, после поглощения Azure TV группой Altice Эрик Ревель, сложил с себя полномочия и покинул пост президента кампании. В декабре 2021 года он участвует в запуске программы "Face à Baba" на канале C8 с Кириллом Хануна (Cyril Hanouna). Первый гость передачи — Эрик Земмур. Премьерное шоу посмотрело более 2 миллионов зрителей, — рекорд для C8.

## Публикации
- Libre Arbitre, с Жаком Дорфманом (1989), изд. Ж.-К. Латте.
- Секреты президентских путешествий: от де Голля до Миттерана (1991), изд. Ж.-К. Латте.
- Мадагаскар, красный остров (1993), изд. Балланд.
- Le Phare des baleines (1995), изд. Ж.-К. Латте ISBN 978-2709615990, роман, принесший ему литературную премию «Чайки», присуждаемую Мадлен Шапсаль .
- Прослушивание, немного французского (2005), изд. Ж.-К. Латте ISBN 978-2709626767.
- В чём честь? (2008), изд. Тимей ISBN 978-2354010454
- Завтра уже ничего не будет прежним (2009), изд. Эллипсы ISBN 978-2729852481
- Завоеватели 2017 (2016), с Ксавье Паноном, изд. l’Archipel ISBN 978-2809820454.
- Нам больше не нужен президент! Выборы 2017 (2017), изд. Les Pérégrines ISBN 979-1025201763.
- Съемочное окно (2021 г.), изд. Ring ISBN 978-2379340215[10].

## Награды
- Рыцарь Почетного легиона в феврале 2008 г. Награда вручена министром финансов Кристин Лагард.
- Член Президентской прессы с 1988 по 1992 год под руководством Франсуа Миттерана: Эрик Ревель освещал президентские поездки в тот период.
- Генеральный директор сети France Bleu и председатель жюри 14 конкурса Жака Годде. (Тур де Франс 2016)
- Президент жюри конкурса Denis Lalanne Prize 2017 на Ролан Гаррос, Федерация тенниса Франции.
- Президент Ассоциации защиты памятников Ла-Куард-сюр-Мер (Иль-де-Ре) (избран в 2020 году).[11].